# Waiting for the Worms
Waiting for the Worms es una canción escrita por Roger Waters, grabada y publicado por la banda de rock progresivo Pink Floyd, lanzado el 30 de noviembre de 1979, como parte del álbum "The Wall" y en la película "Pink Floyd: The Wall".

## Letra
En este punto del álbum, el protagonista de la historia, Pink, ha perdido toda esperanza y dejado que las malas ideas, "the worms" (del inglés, "los gusanos"), controlen su mente. En su alucinación, él es un dictador fascista que reparte odio, con la promesa de que sus seguidores verán a "Britannia rule again" (del inglés, "Britannia reinar nuevamente"), y también "send our coloured cousins home again" (del inglés, "mandar a nuestros primos de color de vuelta a casa"), y anuncia que está "waiting to turn on the showers and fire the ovens." (del inglés, "esperando para prender las duchas y encender los hornos") claramente haciendo referencia al asesinato de gente durante la Segunda Guerra Mundial en cámaras de gas y en hornos. La cuenta inicial es Eins, zwei, drei, alle! - alemán para "un, dos, tres, todos!".

## The Wall Live
En la gira The Wall Live de Roger Waters en 2010-2011-2012, Waiting for the Worms comienza después de Run Like Hell.
Toda la canción se desarrolla con los proyectores mostrando el fondo que apareció en The Show Must Go On, pero a partir de la parte Do you like to send our colour cousins home again, my friend? All you need to do is follow the worms, aparecen animaciones de los martillos, y uno de ellos como altavoz comienza a dar órdenes y a predicar al resto. Luego de que "los seguidores" de Pink comienzan a gritar Hammer!, las proyecciones se apagan y comienza Stop.

## Personal
- Roger Waters - VCS3,[1] primeras y segundas voces,[2] gritos por el megáfono.[2]
- Nick Mason - batería[2]
- Richard Wright - órgano.[2]
- David Gilmour - voz principal,[2] segundas voces (introducción),[2] risas,[2] guitarras,[2] bajo,[2] Prophet-5 sintetizador.[2]

con
- Bob Ezrin - piano,[2] segundas voces (introducción).[2]
- Joe Chemay - segundas voces.[2]
- Stan Farber - segundas voces.[2]
- Jim Haas - segundas voces.[2]
- Bruce Johnston - segundas voces.[2]
- John Joyce - segundas voces.[2]
- Toni Tennille - segundas voces.[2]